# Axiopoeniella laymerisa
Axiopoeniella laymerisa là một loài bướm đêm thuộc phân họ Arctiinae, họ Erebidae.